# Juan Bautista Poggio Monteverde
Juan Bautista Poggio Monteverde nacido como Juan Bautista Poggio y Maldonado (1632 - 1707) fue un sacerdote, poeta y dramaturgo del barroco español nacido en la isla de La Palma.

## Obra
Juan Bautista desarrolló su obra en la segunda mitad del siglo XVII. Si bien su estilo es heredero de los grandes autores del Siglo de Oro, principalmente de Francisco de Quevedo, Pedro Calderón de la Barca y Baltasar Gracián, se observa en su obra una intelectualización de las formas y de los temas barrocos que desarrolló de una manera más mecánica y con menor brío creativo. Algunos críticos han apuntado que su estilo adelanta en ocasiones la estética neoclásica, lo que confirma que Poggio Monteverde es un autor de transición entre las estéticas predominantes del siglo XVII y del XVIII. Su producción artística abarca la poesía, el teatro y, según algunos testimonios críticos, la música, de la que no se conserva ninguna partitura.
En cuanto a su teatro, se ha de indicar la brevedad de todas las piezas, que no superan los seiscientos versos, que fueron creadas para festividades religiosas que se celebraron en la isla y de las que Poggio Monteverde participó decisivamente. El estilo dramático de Poggio Monteverde se caracteriza por su creación decisiva para la representación debido a su riqueza dramática y su atractivo para el público canario del siglo XVII: la palabra está a merced de la escena. Además, pese a adscribirse al modelo calderoniano que revolucionó el auto sacramental, sus obras carecen del maniqueísmo entre las alegorías contrapuestas en favor de una fórmula dramática de mayor valor dogmático, aspiración que se busca tras el Concilio de Trento: las alegorías rivalizan dialécticamente en su devoción por el amor de Dios o la Virgen y ninguna es castiga por su error. Tan solo la Loa a Nuestra Señora de las Nieves de 1685, también conocida como "Hércules, Marte de Tebas" por su primer verso, presenta diferencias en cuanto a estos aspectos porque se trata de un monólogo de carácter estático en que la alabanza a la Virgen de las Nieves para cercana a la oda. Rafael Fernández Hernández ha clasificado tres núcleos temáticos que trazan las once obras que se conservan: las loas sacramentales, la loa al Admirable Nombre de Jesús y las loas marianas. Por un lado, las loas sacramentales son introitos de comedias mayores, algunas de autores como Juan de Vera y Villaroel o Calderón de la Barca, que se representaron en el Corpus Christi como exaltación de la Eucaristía. Por otro, las loas marianas se adscriben aun código festivo particular, ya que fueron realizadas para la Bajada de la Virgen de las Nieves, que supone la insularización de la fiesta barroca en La Palma. Así, a partir de la loa mencionada anteriormente y representada en 1685, Poggio Monteverde se postularía como el primer autor dramático que participó en las fie stas con cinco loas que se representarián sucesivamente hasta 1705, dos años antes de la defunción del autor. No obstante, la representación de La Emperatriz se fecha en 1720 y, si bien podría ser que se volviese a subir a las tablas, Fernández Hernández apunta a que se representó en 1700. Por último, La Nave representa el inicio de una tradición dentro de esta festividad palmera: el Diálogo entre el Castillo y la Nave.